# Grand Prix Hassan II 2011
Grand Prix Hassan II 2011 — тенісний турнір, що проходив на ґрунтових кортах у місті Касабланка, Марокко з 4 квітня . Належав до категорії ATP World Tour 250.

## Фінальна частина

### Одиночний розряд
Пабло Андухар —  Потіто Стараче 6–1, 6–2

### Парний розряд
Роберт Ліндстедт /  Горія Текеу —  Колін Флемінг /  Ігор Зеленай 6–2, 6–1